# Franz Ferdinand Hupfer
Franz Ferdinand Hupfer (* 26. Juni 1827 in Gottesgrün; † 18. Dezember 1896 in Mohlsdorf) war ein deutscher Gutsbesitzer und Politiker.

## Leben
Hupfer war der Sohn des Gutsbesitzers Johann Friedrich Hupfer und dessen Ehefrau Eva Rosine geborene Peter. Sein Bruder Friedrich Wilhelm Hupfer wurde ebenfalls Abgeordneter. Er war evangelisch-lutherischer Konfession und heiratete Christiane Gottliebe Müller (* 16. März 1828 in Neumarkt; † 26. September 1910 in Mohlsdorf), die Tochter des Schuhmachers Johann Gottfried Müller.
Er lebte als Gutsbesitzer in Gottesgrün. Vom 11. bis 20. Dezember 1873 war er als Stellvertreter von Hugo Wittich und vom 18. Juni 1877 bis zum 11. November 1893 war er Abgeordneter im Greizer Landtag. 1879 wurde er mit der Fürstlichen silbernen Ehrenmedaille „Für Treue und Verdienst“ ausgezeichnet.